# Kōsaku Aruga
Kōsaku Aruga (有賀 幸作, Aruga Kōsaku), né le 21 août 1897 à Tatsuno (Empire du Japon) et mort le 7 avril 1945 dans le sud-ouest de la mer de Kyūshū, est un officier de carrière de la Marine impériale japonaise durant la Seconde Guerre mondiale. Il commanda le cuirassé Yamato lors de sa dernière expédition, l’Opération Ten-Go, au cours de laquelle il trouva la mort.

## Biographie
Aruga, natif de la préfecture de Nagano, sortit diplômé de la 45e promotion de l’Académie navale impériale du Japon en 1917, se classant 58e sur 89 cadets. Il débuta sa carrière comme aspirant de marine à bord du croiseur Iwate ainsi que du cuirassé Hyūga, avant de suivre les enseignements spécialisés en artillerie navale et en guerre des torpilles entre 1918 et 1919. Une fois promu enseigne de vaisseau, il fut affecté sur plusieurs destroyers, où il acquit une expérience notable. De novembre 1922 à novembre 1923, il servit sur le cuirassé Nagato, avant d’être élevé au grade de lieutenant de vaisseau en décembre 1923. Par la suite, il occupa la fonction de chef des torpilleurs sur les destroyers Kikuzuki, puis fut transféré sur les croiseurs légers Naka et Kiso, où il paracheva sa formation tactique.
Après son élévation au grade de lieutenant-commandant en 1929, Aruga se vit confier son premier commandement : le destroyer Yūgao. Suivirent, en 1930, le Fuyō, puis, en 1932, le Tachikaze et l’Akikaze, auxquels s’adjoint le Matsukaze en 1933, et enfin l’Inazuma en 1934. Une affectation terrestre dans le district de garde de Chinkai, de 1935 à 1937, interrompit ses fonctions navales, avant qu’il ne reprît la mer en qualité d’officier en second sur le croiseur Sendai. Par la suite, il prit la tête de la 1re division de dragueurs de mines, puis de la 11e division de destroyers (DesDiv 11), avant d’être promu au rang de capitaine en novembre 1940.
En juin 1941, Aruga fut élevé au commandement de la 4e division de destroyers, prenant pour vaisseau amiral le destroyer Arashi, à la tête des bâtiments Hagikaze, Nowaki et Maikaze. Durant les premiers temps du conflit, cette division fut vouée à l’escorte des convois d’invasion et se livra à des missions de bombardement côtier, en appui aux débarquements aux Philippines et dans les Indes orientales néerlandaises. Le capitaine Aruga s’illustra plus activement au commencement de mars 1942, lorsque l’Arashi et le Nowaki pourchassèrent avec succès les navires alliés tentant de fuir les Indes néerlandaises. Au cours de ces opérations, Aruga remporta plusieurs succès : l’Arashi contribua à l’anéantissement du destroyer HMS Stronghold, de la canonnière USS Asheville du dragueur de mines HMS Scott Harley, du pétrolier Fancol ainsi que des cargos Tomohon, Pageri et Bintoehan, tout en concourant à la capture des navires marchands Bintoehan, Duymaer Van Twist et Tjisaroea.
L’Arashi et le reste de la 4e division de destroyers escortèrent les porte-avions japonais lors de la bataille de Midway, du 4 au 5 juin 1942. Durant l’affrontement, l’Arashi fut assailli par le submersible américain USS Nautilus, ce qui contraignit le capitaine Aruga à ordonner une riposte ; le destroyer largua vingt-huit charges de profondeur, mais ne parvint point à l’envoyer par le fond. Cette vaine poursuite permit aux aéronefs américains de repérer l’Arashi et, en filant sa trace, de localiser la flotte japonaise, menant à une déconfiture désastreuse où les quatre porte-avions japonais furent mortellement frappés. Après ce désastre, Aruga dirigea la 4e division pour secourir les naufragés des Akagi et Kaga, avant de les saborder à coups de torpilles. Au cours de ces opérations, l’Arashi recueillit un aviateur américain capturé, l’enseigne Wesley Osmus, lequel fut vraisemblablement occis à la proue du navire — transpercé d’un coup de hache d’abordage dans le dos, puis précipité par-dessus bord. Ce forfait serait imputable au commandant en second de l’Arashi, Watanabe Yasumasa (qui devait trouver la mort plus tard sur le destroyer Numakaze).
Kōsaku Aruga continua de commander la 4e division de destroyers, laquelle escorta les porte-avions lors de la bataille des Salomon orientales. En septembre 1942, ce capitaine de vaisseau prit part, à bord de l’Arashi, au bombardement des quais de Gili Gili ainsi qu’au coulage du cargo américain Anshun, avant de conduire ses navires à l’escorte des forces aéronavales durant la bataille des îles Santa Cruz. En décembre de la même année, l’Arashi porta secours au Nowaki, endommagé, qu’il accompagna jusqu’à Yokosuka pour réparations, puis procéda à l’évacuation du destroyer Teruzuki en train de sombrer, avant de venir en aide au Hatsukaze, également avarié. Les ultimes faits d’armes du capitaine Aruga à la tête de cette division s’accomplirent lors de l’opération Ke, où l’Arashi dirigea le Hagikaze et le Maikaze. En février 1943, il reçut le commandement du croiseur lourd Chōkai. Toutefois, ce bâtiment ne put engager aucun navire de guerre ennemi sous son autorité, les forces japonaises tenant alors leurs croiseurs en réserve pour une hypothétique bataille décisive. Son unique action notable consista à échapper aux assauts aériens lors du bombardement de Rabaul, en novembre 1943.
Rappelé au Japon en juin 1944, à la suite d’un accès paludéen, Aruga assuma la charge de premier instructeur à l’école des torpilles jusqu’au mois de novembre de ladite année, où il fut réintégré au sein de la 2e flotte. Le 25 novembre 1944, il se vit octroyer le commandement du Yamato, vaisseau de ligne hors pair.
En avril 1945, dans le cadre de l’opération Ten-Gō, le cuirassé Yamato fut voué à une mission funeste contre les forces américaines lors de la bataille d’Okinawa. N’emportant qu’une provision de combustible suffisante pour une traversée sans retour, et n’étant escorté que d’un croiseur et de huit destroyers, il avait pour ordre de jeter le trouble parmi les troupes d’invasion ennemies avant de s’ensabler près des côtes, où il eût servi de bastion improvisé. Toutefois, le 7 avril 1945, avant qu’il n’eût pu accomplir sa tâche, le Yamato fut assailli par des escadrilles aériennes lancées depuis les porte-avions de l’US Navy et sombra dans l’abîme. Son commandant, Aruga, périt avec son vaisseau. À titre posthume, il fut élevé de deux grades, se voyant octroyer les insignes de vice-amiral.

## Au cinéma
- Dans le film de 1953 de Yutaka Abe, Senkan Yamato (lit. "Battleship Yamato"), Aruga a été interprété par Takamaru Sasaki.
- Dans le film de 1963 de Shūe Matsubayashi, Taiheiyo no tsubasa (litt. "Wings Over the Pacific", sorti plus tard aux États-Unis sous les titres Attack Squadron ! et Kamikaze ), Aruga a été interprété par Seizaburô Kawazu.
- Dans le deuxième épisode de la série animée de Leiji Matsumoto de 1974, Uchū Senkan Yamato (宇宙戦艦ヤマト), Aruga a été exprimé par Goro Naya.
- Dans le film de 1981 de Shūe Matsubayashi ,連合艦隊Rengō Kantai (lit. « Combined Fleet », sorti plus tard aux États-Unis sous le nom de The Imperial Navy ), Aruga a été interprété par Ichiro Nakatani.
- Dans le film de guerre Yamato (男たちの大和Otokotachi no Yamato) de Toei de 2005, Aruga a été interprété par l'acteur primé Eiji Okuda.

## Orthographe du nom de famille
Certaines sources orthographient son patronyme sous la forme Ariga ; cette divergence procède d’une lecture alternative du premier kanji qui le compose.